# 宋觐光
宋觐光，四川人，是一名清朝政治人物。
宋觐光曾于1784年接替梁群英任松江府知府一职，同年由杨寿楠接任。